# Maurizio Colonna
Maurizio Colonna (Torino, 2 dicembre 1959) è un chitarrista italiano.

## Biografia
Allievo del celebre chitarrista venezuelano Alirio Díaz, comincia a farsi conoscere a livello nazionale, anche partecipando in qualità di ospite in alcuni programmi televisivi, nel panorama musicale classico, dall'inizio degli anni ottanta. È autore di libri storico-musicali e di metodi di tecnica chitarristica. A quattro mani con la pianista Luciana Bigazzi ha composto musiche per chitarra e pianoforte. È stato anche autore e interprete principale di numerose opere discografiche e di musiche da film. Ha suonato, nel 1995, per il Presidente della Repubblica Italiana, nella Sala Consigliare del Quirinale (Roma).
È stato il primo chitarrista classico ad essersi esibito sul palcoscenico dell'Ariston, intervenendo al Festival di Sanremo 1996, nella serata del 19 febbraio. Ha partecipato con il chitarrista moderno  Alberto Radius a particolari esperienze discografiche e concertistiche in cui si coniugano in modo suggestivo le sonorità della chitarra moderna ai pregiati virtuosismi peculiari della chitarra classica, e dal 2001 ha avviato un sodalizio artistico con il chitarrista australiano, suo coetaneo, Frank Gambale, espressosi in ripetuti duetti acustici dai quali sono scaturiti ben tre album (due di studio e uno live) e una serie continua di concerti. Il duo ha anche accompagnato la cantante Antonella Ruggiero al Festival di Sanremo 2005, per il brano Echi d'infinito e in successivi tour. Colonna tiene spesso cicli di lezioni nei Conservatori.
Dalla prestigiosa rivista americana “Billboard” è considerato tra i primi dieci chitarristi compositori classici più bravi del mondo. https://web.archive.org/web/20101204033952/http://www.guitarlist.it/grandi-chitarristi/italiani/maurizio-colonna.html#